# 티펜브루넨 욕장
티펜브루넨 욕장(독일어: Strandbad Tiefenbrunnen)은 1881년에서 1887년 사이에 지어진 역사적인 제우퍼안라제 산책로의 일부인 스위스 취리히시의 야외 공중 호수 목욕장이다.

## 지리
야외 수영장은 각각 취리히호 호숫가의 제펠트 지구에 있는 취리히호른에 있다. 대중교통은 취리히 교통공사 운송 회사에서 트램 2번과 4번, 버스 33번, 포스트아우토 912번과 916번 버스로 취리히 중국정원 정류장으로 이동하고, 취리히호 해운에서 취리히호른으로 이동한다.

## 역사
오래된 목욕탕이 부두 건설을 위해 자리를 잡아야 했기 때문에 리스바흐의 독립 시정촌인 취리히호른에 티펜브루넨 욕장(1886)과 우토콰이에 제바트 우토콰이(1890) 2개의 새로운 목욕 시설을 지었다. 야외수영장(리도)은 1950년대에 리빙 가든 스타일로 재건되었다. 파빌리온 건축과 전형적인 현대 정원 디자인은 건축가 조제프 쉬츠, 오토 뒤르 및 한스 누스바우머에 의해 지어졌다. 리조트의 건축학적 시선을 사로잡는 것은 탁 트인 테라스가 있는 찻집과 원형 콘크리트 버섯과 나무로 강조된 정문이다. 해안가는 앉기에 이상적인 큰 돌로 고정되어 있다. 남성용과 여성용으로 구분된 탈의실에는 나체주의적인 일광욕 테라스가 있다. 목욕탕은 2011년 12월에 재건되었다.

## 문화유산
건물과 정원은 기념물 목록과 역사적 정원 보존에 등재되어 있다. 이 구조는 스위스 국가 및 지역 중요 문화재 목록에 지역 중요 대상으로 등재되어 있다.

## 같이 보기
- 취리히호른